# غيوم لو توز
غيوم لو توز (بالفرنسية: Guillaume Le Touze)‏ كاتب فرنسي ولد في لو هافر عام 1968. حصل على جائزة رينودو الأدبية عام 1994.